# 俞镇先
俞镇先（韓語：유진선，1962年7月12日—），韩国男子网球运动员。他曾获得1986年亚洲运动会网球比赛男子单打、男子双打、男子团体和混合双打金牌。他也参加了1988年夏季奥运会。